# Suzan Verduijn
Suzan Verduijn (Hoorn, 28 oktober 1983) is een Nederlands paralympisch atlete. Zij is gespecialiseerd in de 100 m sprint en het verspringen. 

## Loopbaan
Verduijn debuteerde op 23-jarige leeftijd in de wedstrijdatletiek en in 2007 werd ze na een aantal goede wedstrijdprestaties opgenomen in het Dutch Parathlethics Team van de Atletiekunie.
Verduijn kreeg op elfjarige leeftijd te maken met posttraumatische dystrofie als gevolg van een struikeling, waarbij ze haar enkel verstuikte. Deze distrofie leidde in 2003 tot een amputatie van haar onderbeen, om weer zonder pijn door het leven te kunnen gaan. Na de revalidatie besloot Verduijn te gaan sporten; op advies van haar prothesemaker ging ze in Hoorn kijken bij de atletiek. 
Vanwege amputatie van het onderbeen komt Verduijn uit in de klasse T/F44. In 2008 had Verduijn zich ook al kunnen kwalificeren voor de Paralympische Zomerspelen 2008 in Peking, maar door een blessure aan haar stomp was ze niet op tijd in vorm voor de kwalificatiewedstrijden, waardoor ze de Spelen van 2008 misliep.
In 2012 wist ze zich tijdens de Bayern International in Leverkusen wel te kwalificeren voor de Paralympische Zomerspelen 2012 in Londen.
In het dagelijks leven is Verduijn studente geneeskunde en Nederlands recordhoudster op de 200 m in de klasse T/F44.

## Persoonlijke records
| Onderdeel   | Klasse | Prestatie | Datum            | Plaats       | Opmerkingen |
| ----------- | ------ | --------- | ---------------- | ------------ | ----------- |
| 100 m       | T/F44  | 14,02 s   | 26 januari 2011  | Christchurch |             |
| 200 m       | T/F44  | 29,29 s   | 22 mei 2011      | Hoorn        |             |
| verspringen | T/F44  | 4,96 m    | 25 augustus 2011 | België       |             |